# Mitsubishi Savrin
Mitsubishi Savrin — минивэн, производившийся и продававшийся на Тайване компаниями China Motor Corporation и Mitsubishi Motors.

## Первое поколение (2001—2004)
Автомобили Mitsubishi Savrin первого поколения, являвшиеся ребеджингом Chariot Grandis, производились и продавались компанией China Motor Corporation. В материковом Китае автомобиль производился и продавался компанией Soueast под названием Soueast Sovereign.
- Soueast Sovereign (Китай)
- 2001—2004 Mitsubishi Savrin
- 2001—2004 Mitsubishi Savrin
- 2001—2004 Soueast Sovereign (вид сзади)
- 2001—2004 Mitsubishi Savrin Inspire
- 2001—2004 Mitsubishi Savrin Inspire

## Второе поколение (2004—2014)
Второе поколение Mitsubishi Savrin дебютировало в 2004 году. Автомобили продавались только на Тайване. В 2009 году автомобили прошли рестайлинг.
- Вид спереди
- Вид сзади
- Фейслифтинг

## Продажи
| Год  | Произведено | Продано |
| ---- | ----------- | ------- |
| 2001 | 3,191       | 1,574   |
| 2002 | 17,267      | 18,395  |
| 2003 | 22,637      | 21,506  |
| 2004 | 17,576      | 16,325  |
| 2005 | 13,507      | 13,018  |
| 2006 | 5,660       | 6,677   |
| 2007 | 3,663       | 3,870   |